# Babylons konge
Babylons konge (Koning van Babylon) is een toneelstuk in vier akten van de Noorse schrijver Axel Maurer. Het was zijn laatste grote werk.

## Toneelstuk
Het Bijbels toneelstuk ging op 26 oktober 1906 in première in het Nationaltheatret in Oslo. De regisseur van die en de tiental daarop volgende voorstellingen was Bjørn Bjørnson. Rollen zijn weggelegd voor Belsazar, Nebuzar-adan, Hagisa (priester en koning voor één maand) en Rabsaris. Het toneelstuk werd gezien als een goed in elkaar gezet en energiek toneelstuk, maar het maakte weinig indruk. Axel Maurer (1866-1925) was een omstreden persoon in Noorwegen. Hij was het niet eens met de onderhandelingen die uiteindelijk leidden tot een onafhankelijk Noorwegen. Later kreeg hij het aan de stok met het Nationaltheatret, dat hij als totalitair beschouwde en beschuldigde van vooringenomenheid. Dat laatste kwam waarschijnlijk doordat zijn toneelstuk Arilde nooit opgevoerd werd aldaar.

## Muziek
De toneelvoorstelling in het Nationaltheatret werd vergezeld door muziek geschreven door en uitgevoerd onder leiding van Johan Halvorsen. Halvorsen recycleerde eigen muziek van Vasantasena en Dronning Tamara. Hij schreef echter ook nog wat nieuwe muziek voor de vierde akte. In aanvulling daarvan werd er ook de prelude uit de Suite Algérienne van Camille Saint-Saëns gespeeld.